# Kanton Stiring-Wendel
Der Kanton Stiring-Wendel ist seit 1984 ein französischer Wahlkreis im Arrondissement Forbach-Boulay-Moselle, im Département Moselle und in der Region Grand Est (bis 2015 Lothringen).

## Geschichte
Der Kanton wurde am 24. Februar 1984 aus Teilen der damaligen Kantone Forbach-I und Forbach-II gegründet. Bis 2015 gehörten 7 Gemeinden und unbesiedelte Teile der Stadt Forbach zum Kanton Stiring-Wendel. Mit der Neuordnung der Kantone in Frankreich stieg die Zahl der Gemeinden 2015 auf 14. Die unbesiedelten Teile der Stadt Forbach und die Gemeinden Petite-Rosselle und Schœneck wechselten zum Kanton Forbach. Zu den verbleibenden 5 Gemeinden des alten Kantons kamen 9 der 13 Gemeinden des bisherigen Kantons Behren-lès-Forbach hinzu.

## Geografie
Der Kanton liegt in der Nordhälfte des Départements Moselle an der Grenze zu Deutschland.

## Gemeinden
Der Kanton besteht aus 14 Gemeinden mit insgesamt 36.296 Einwohnern (Stand: 1. Januar 2022) auf einer Gesamtfläche von 97,14 km²:
| Gemeinde                 | Mundart Patois      | Deutsch           | Einwohner (2022) | Fläche (km²) | Code postal | Code Insee |
| ------------------------ | ------------------- | ----------------- | ---------------- | ------------ | ----------- | ---------- |
| Alsting                  | Alschtinge          | Alstingen         | 2.493            | 5,73         | 57515       | 57013      |
| Behren-lès-Forbach       | Bäre                | Behren            | 6.299            | 5,54         | 57460       | 57058      |
| Bousbach                 | Buschboch           | Buschbach         | 1.188            | 5,91         | 57460       | 57101      |
| Diebling                 | Diwlinge/Dieblinge  | Dieblingen        | 1.670            | 7,84         | 57980       | 57176      |
| Etzling                  | Ezlinge             | Etzlingen         | 1.135            | 4,94         | 57460       | 57202      |
| Farschviller             | Faarschwiller       | Farschweiler      | 1.325            | 11,25        | 57450       | 57208      |
| Folkling                 | Folklinge/Volklinge | Folklingen        | 1.392            | 11,87        | 57600       | 57222      |
| Kerbach                  | Kerboch             | Kerbach           | 1.223            | 4,45         | 57460       | 57360      |
| Metzing                  | Metzinge            | Metzingen         | 693              | 6,45         | 57980       | 57466      |
| Nousseviller-Saint-Nabor | Nusswiller          | Nussweiler        | 1.185            | 6,13         | 57990       | 57514      |
| Spicheren                | Spischere           | Spichern          | 3.180            | 8,11         | 57350       | 57659      |
| Stiring-Wendel           | Stiringe            | Stieringen-Wendel | 11.048           | 3,6          | 57350       | 57660      |
| Tenteling                | Täntelinge          | Tentelingen       | 1.041            | 7,19         | 57980       | 57665      |
| Théding                  | Thädinge            | Thedingen         | 2.424            | 8,13         | 57450       | 57669      |
| Kanton Stiring-Wendel    | Stiringe            | Stieringen-Wendel | 36.296           | 97,14        | -           | -          |

Bis zur landesweiten Neuordnung der französischen Kantone im März 2015 gehörten zum Kanton Rombas aus den sieben Gemeinden Alsting, Etzling, Forbach, Kerbach, Petite-Rosselle, Schœneck, Spicheren und Stiring-Wendel (Hauptort). Das Gebiet der Stadt Forbach, das zum Kanton Stiring-Wendel gehörte, war nicht besiedelt. Sein Zuschnitt entsprach einer Fläche von 52,26 km2. Er besaß vor 2015 einen anderen INSEE-Code als heute, nämlich 5751.

## Bevölkerungsentwicklung
| 1962   | 1968   | 1975   | 1982   | 1990   | 1999   | 2006   | 2012   |
| ------ | ------ | ------ | ------ | ------ | ------ | ------ | ------ |
| 31.597 | 29.865 | 28.800 | 29.782 | 30.649 | 30.791 | 30 244 | 30.036 |

## Politik
Im 1. Wahlgang am 22. März 2015 erreichte keines der vier Kandidatenpaare die absolute Mehrheit. Bei der Stichwahl am 29. März 2015 gewann das Gespann Elisabeth Haag/Constant Kieffer (beide DVD) gegen Kévin Pfeffer/Patricia Scheuer (beide FN) mit einem Stimmenanteil von 57,67 % (Wahlbeteiligung:40,66 %).
Seit 1984 hatte der Kanton folgende Abgeordnete im Rat des Départements:
| Vertreter im conseil général (1) des Départements | Vertreter im conseil général (1) des Départements | Vertreter im conseil général (1) des Départements |
| Amtszeit                                          | Name                                              | Partei                                            |
| ------------------------------------------------- | ------------------------------------------------- | ------------------------------------------------- |
| 1985–1998                                         | Rémy Botz                                         | der UDF nahestehend                               |
| 1998–2015                                         | Jean-Claude Holtz                                 | DVD                                               |
| 2015–                                             | Elisabeth Haag Constant Kieffer                   | DVD                                               |

(1) seit 2015 Departementrat